# 森崎小平

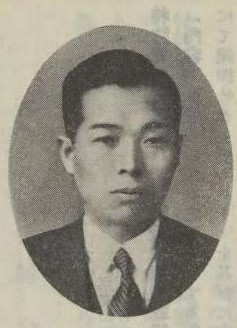
森崎小平

森崎 小平（もりさき こへい、1901年（明治34年） - ?）は、日本の技術者、発明家。
早稲田大学附属工学校電気科、東京工学院（現在の東京工学院専門学校）電気高等科を卒業した。1923年（大正12年）に電気事業主任技術者資格検定の第二種試験に合格し、逓信省電気試験所第五部（蓄電池研究部）に奉職した。1924年（大正13年）に辞め、東京市三徳商会と提携して蓄電池と充電器の製造販売に従事した。1927年（昭和2年）に神戸電機製作所に入所した。

## 特許
- 特許第96462号 鉛蓄電池陰極板製造法
- 特許第98670号 鉛蓄電池極板製造法
- 特許第100140号 鉛蓄電池陰極板